# Мохбер, Мохаммад
Мохаммад Мохбер Дизфули (перс. محمد مخبر دزفولی‎; род. 26 июня 1955, Дизфуль, Иран) — иранский государственный деятель, Первый вице-президент Ирана с 8 августа 2021 по 29 июля 2024 года. Временно исполняющий обязанности президента Ирана с 19 мая по 29 июля 2024 года.

## Биография
Мохаммад Мохбер родился в 1955 году в городе Дизфуль. Он имеет докторскую степень и степень магистра в области международных прав и менеджмента. Служил офицером в медицинском корпусе Корпуса стражей исламской революции в годы ирано-иракской войны.
8 августа 2021 года был назначен первым вице-президентом Ирана.
В октябре 2022 года вместе с высокопоставленными должностными лицами и членами Высшего Совета национальной безопасности Ирана посещал Москву для завершения соглашения об отправке в Россию беспилотных летательных аппаратов-шахидов и ракет класса «земля-земля» для оказания поддержки в ходе вторжения России на Украину.
После гибели президента Ибрахима Раиси в авиационной катастрофе 19 мая 2024 года — временно исполняющий обязанности президента Ирана до внеочередных выборов.

## Санкции
В июле 2010 года Европейский союз включил Мохаммада Мохбера в список лиц и организаций, к которым были применены санкции за предполагаемую причастность к проблеме «деятельности по созданию ядерных или баллистических ракет». По прошествии двух лет был исключён из упомянутого списка.